# Messier 26
Messier 26 (M26, även katalogiserad som NGC 6694) är en öppen stjärnhop i stjärnbilden Skölden. Den upptäcktes av Charles Messier 1764. Denna stjärnhop av 8:e magnituden kräver en stark handkikare eller ett mindre teleskop (minst 3-tums öppning) för att kunna observeras. Den befinner sig sydväst om den öppna stjärnhopen Messier 11 och har en vidd av 14 bågminuter tvärs över. Omkring 25 stjärnor är synliga i ett teleskop med en öppning på 6 – 8 tum.

## Egenskaper
Messier 26 spänner över en linjär storlek på 22 ljusår över med en tidvattenradie på 25 ljusår och ligger på ett avstånd av 5 160 ljusår från jorden. Den ljusaste stjärnan är av skenbar magnitud 11 och åldern på stjärnhopen har beräknats till 85,3 miljoner år. Den innehåller en känd spektroskopisk dubbelstjärna.
En intressant egenskap hos Messier 26 är en region med låg stjärntäthet nära kärnan. En hypotes var att det orsakades av ett mörkt moln av interstellär materia mellan oss och hopen, men en rapport av James Cuffey tyder på att detta inte är möjligt och att det verkligen är ett "skal av låg stjärntäthet". År 2015 hävdade Michael Merrifield vid University of Nottingham att det ännu inte finns någon tydlig förklaring till fenomenet.

## Galleri

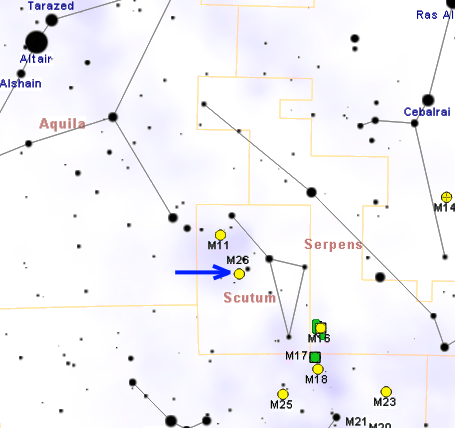
Karta som visar platsen för M26. (Roberto Mura)